# Guillaume al V-lea de Nevers
Guillaume al V-lea a fost conte de Nevers de la 1176 la 1181. În același timp, el a fost și conte de Auxerre.